# Идроландия (Гояс)
Идроландия (порт. Hidrolândia) — муниципалитет в Бразилии, входит в штат Гояс. Составная часть мезорегиона Центр штата Гойас. Входит в экономико-статистический микрорегион Гояния. Население составляет 15 179 человек на 2006 год. Занимает площадь 944,238 км². Плотность населения — 16,1 чел./км².
Праздник города — 5 ноября. 

## История
Город основан в 1948 году.

## Статистика
- Валовой внутренний продукт на 2003 год составляет 132 685 179,00 реалов (данные: Бразильский институт географии и статистики).
- Валовой внутренний продукт на душу населения на 2003 год составляет 9331,54 реал (данные: Бразильский институт географии и статистики).
- Индекс развития человеческого потенциала на 2000 год составляет 0,736 (данные: Программа развития ООН).

## География
Климат местности: субтропический гумидный.